# Canucks de Hamilton
Les Canucks de Hamilton sont une franchise professionnelle de hockey sur glace basée à Hamilton (Ontario, Canada) ayant évolué dans la Ligue américaine de hockey de 1992 à 1994.

## Histoire
L'équipe fait ses débuts dans la Ligue américaine de hockey en 1992 en tant qu'équipe d'expansion et est affiliée aux Canucks de Vancouver dans la Ligue nationale de hockey. Après une première saison sans séries, il se qualifient en 1994 mais se font rapidement sortir au premier tour par les Aces de Cornwall 4 matchs à 0.
Au bout de seulement deux saisons d'existence, l'équipe est relocalisée à Syracuse dans l'État de New York et prend le nom du Crunch de Syracuse.

## Bilan
| Saison    | PJ | V  | D  | N | BP  | BC  | Pts | Classement       | Séries éliminatoires |
| --------- | -- | -- | -- | - | --- | --- | --- | ---------------- | -------------------- |
| 1992-1993 | 80 | 29 | 45 | 6 | 284 | 327 | 64  | 6e, division Sud | Non qualifiés        |
| 1993-1994 | 80 | 36 | 37 | 7 | 302 | 305 | 79  | 2e, division Sud | 0-4 Aces de Cornwall |

## Personnalités

### Entraîneurs
Jack McIlhargey a été l'entraîneur-chef des Canucks durant leurs deux années d'existence.